# Робота, що втекла
Робота, що втекла — романтична комедія 2006 року.

## Сюжет
Романтична комедія про цікаві взаємини людей різних культур, яка розповідає про несподівані зміни в житті звичайного менеджера з Сіетлу, США, на ім'я Тодд Андерсон. Нічим не примітний хід подій його життя раптом перевертає повідомлення боса про те, що новим місцем його роботи незабаром має стати далекий Бомбей. Жах того, що відбувається посилюється образою від несправедливих звинувачень на його адресу, він виїжджає в чужий, незрозумілий йому світ.